# Dobrotici al Dobrogei

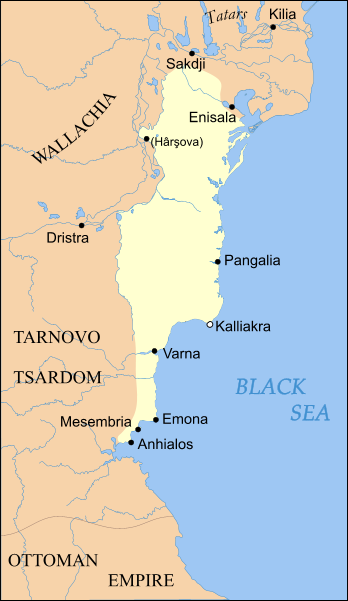
Despotatul lui Dobrotici pe la 1370

Dobrotici (sau Dobrotiță) (bulgară: Добротица) a fost un conducător al „Țării Cărvunei” între anii 1347 și 1386 (cu titlu de despot după 1367). A fost cel care a mutat capitala acestui stat feudal de la Cărvuna, Karvuna sau Carbona (în sursele bizantine sau genoveze, care poate fi, conform presupunerilor istorice, fie Balcicul, fie Cavarna) la Caliacra (unde ruinele unei cetăți pot fi admirate și astăzi).

## Origine
Obârșia lui Dobrotici rămâne subiect de discuții între istorici, el fiind considerat fie bulgar, fie român, fie turc creștinat, și în fine, turc sau cuman. În forma „Dobrotici”, numele său este slav, dar P. P. Panaitescu observă că forma „Dobrotă” este foarte răspândită la români și concluzionează că în acest stadiu al surselor disponibile numele nu poate furniza informații asupra originii a lui Dobrotici și a rudelor sale, cu atât mai mult cu cât în Evul Mediu, noțiunea de „etnie” nu exista, cea de „neam” avea sensuri diferite iar națiunile nu se defineau pe critere de limbă ci mai degrabă de credință (în sensul de a fi credincios unui suzeran și unei religii)..

## Domnie
Dobrotici era fiul lui Balică, primul conducător de facto independent al Cărvunei. În 1346, Dobrotici și fratele său Teodor, se implică în luptele dinastice din Imperiul Bizantin de partea împărătesei Anna de Savoia. În această calitate, reușește să cucerească mai multe castele, primind ca soție, în dar, pe fiica lui Apokaukos, un înalt demnitar bizantin. După ce suferă o înfrângere la atacul cetății Selimbria (azi Silivri, Turcia), se retrage, cu armata rămasă, la Constantinopol, fiind primit de către familia imperială. Ulterior, cucerește cetatea Midia de pe malul Mării negre (azi în Turcia) și adună în jurul său o flotă de pirați. În 1347, din ordinul împăratului Ioan V Paleolog, emirul Bahud-din Umur conduce o expeditie navală împotriva lui Balică, distrugând porturile de la Marea Neagră. Balică si Teodor mor în timpul confruntării, iar Dobrotici preia conducerea Dobrogei în jurul anului 1348. Prima știre sigură în acest sens datează însă din 1354.
În 1357 Ioan V cucerește Mesembria (azi Nesebăr) și Anhialos (azi Pomorie) de la bulgari. Doi ani mai târziu, Dobrotici cucerește Sciția mică până la gurile Dunării, ținutul fiind de atunci denumit Dobrogea. În 1366 împăratul Ioan V vizitează Roma și Buda, încercând să capete ajutor pentru o campanie în Dobrogea, dar în drum spre casă este capturat la Varna. O campanie condusă de Amadeus VI de Savoia, sprijinită de Veneția și Genova încearcă să-l elibereze pe împărat. După ce Amadeus cucerește unele cetăți, Dobrotici negociază pacea eliberându-l pe împărat și căsătorindu-și fiica cu Mihail Paleolog, fiul împăratului. Astfel, Dobrotici obține de la Greci titlul de despot.
În 1369, Dobrotici împreună cu Vladislav I al Țării Românești l-au ajutat pe țarul bulgar Ivan Strațimir să revină la tronul Vidinului. După aceasta, Dobrotici începe construcția unei flote la Varna.
Manuscrise genoveze pomenesc despre lupte navale cu otomanii și genovezii (din 1374 și până în 1387, când deja stăpânea Ivancu), flota dobrogeană ajungând până în Trebizonda. În 1376, Dobrotici acționa diplomatic la Veneția pentru a obține sprijin pentru ginerele său spre a fi înscăunat în Trebizonda, însă fără succes. Cauzele conflictului dobro-genovez erau mai adânci decât motivele comercial-financiare. Ajutându-l pe Ioan al V-lea împotriva fiului său Andronic al IV-lea (susțint de genovezi, care primeau în schimb insula Tenedos, punct cheie al traficului din strâmtori), Dobrotici se opunea planului Republicii Genoveze.
Ultima știre despre Dobrotici datează din 15 februarie 1385. A murit prin 1386, lăsându-l pe fiul său Ivancu, despot.
Legăturile internaționale ale lui Dobrotici au fost deosebit de importante: a fost aliat cu Vladislav I al Țării Românești, cu țarul bulgar Ivan Strațimir, menținea legături comerciale și diplomatice cu Veneția și Genova, avea legături politice și de rudenie cu împărații și aristocrația bizantină.

## Toponime
Regiunea Dobrogea, orașul bulgar Dobrici (în turcește Bazargic) și mai recent două sate din nordul Bulgariei sunt numite după el. Români din Dobrogea s-au stabilit și în Basarabia în sec. XIX fugind de stăpînirea turcească (satul Dobrogea) și în sec. XX la inițiativa unui călugăr călărășean (așezarea Dobrogea din Botanica).